# Paul Koettig

Grabstätte Paul Richard Friedrich Koettig – Polizeipräsident von Dresden

Paul Richard Friedrich Koettig (* 14. September 1856 in Dresden; † 27. November 1933 ebenda) war ein deutscher Kriminalist und Jurist. Er war von 1904 bis 1919 Polizeipräsident von Dresden und führte 1903 die Daktyloskopie (Fingerabdruckverfahren) in die deutsche Kriminalistik ein.

## Leben
Paul Koettig war Sohn des Königlichen Bergrats Richard Friedrich Koettig († 1901). Er studierte Rechtswissenschaften an der Universität Leipzig und wurde Mitglied der Landsmannschaft Grimensia. Hernach trat Koettig 1885 in den Polizeidienst. 1894, inzwischen Regierungsrat, wurde er Leiter der Kriminalabteilung der Dresdner Polizei.
Unter Polizeipräsident Albin Le Maistre leistete er wichtige Arbeit bei der Modernisierung der Polizei und der Entwicklung wissenschaftlicher Methoden der Kriminalistik. 1894 wurde auf seine Idee hin das Dresdner Kriminalmuseum eingerichtet, das jahrzehntelang als das beste seiner Art in Europa galt. 1903 führte die Dresdner Polizei als erste Behörde im Deutschen Reich die Daktyloskopie ein.
Seit etwa 1906 bewohnte Koettig den Sommer über eine Striesener Villa in der Niederwaldstraße 2, die seiner Frau gehörte. Am 30. September 1919 trat Koettig in den Ruhestand. Sein Grab befindet sich auf dem Dresdner Johannisfriedhof.
Seit 2013 wird vom Landesverband Sachsen des Bundes Deutscher Kriminalbeamter der Paul-Koettig-Preis für herausragende Leistungen auf dem Gebiet der Kriminalistik oder der Kriminaltechnik vergeben.